# Kowalce (Sławicze)
Kowalce (biał. Кавальцы, Kawalcy; ros. Ковальцы, Kowalcy) – część wsi Sławicze na Białorusi, w obwodzie grodzieńskim, w rejonie grodzieńskim, w sielsowiecie Kopciówka.
W latach 1921–1939 Kowalce należały do gminy Hornica (której siedzibą była Kopciówka) w ówczesnym województwie białostockim.
Według Powszechnego Spisu Ludności z 1921 roku wieś zamieszkiwały 72 osoby, 47 było wyznania rzymskokatolickiego, 27 prawosławnego. Jednocześnie wszyscy mieszkańcy zadeklarowali polską przynależność narodową. Było tu 13 budynków mieszkalnych.
W 1984 roku Kowalce zostały włączone do wsi Sławicze.